# طبائع الاستبداد ومصارع الاستعباد (كتاب)
كتاب طبائع الاستبداد ومصارع الاستعباد من تأليف عبد الرحمن الكواكبي يشخص الكاتب ما يسميه داء الاستبداد السياسي، ويصف أقبح أنواعه: استبداد الجهل على العلم واستبداد النفس على العقل حيث قال 
 كتب الكواكبي رؤوس مقالات طبائع الاستبداد في حلب، وكان يعدلها باستمرار، ثم وسع تلك الأبحاث ونشرها في هذا الكتاب.

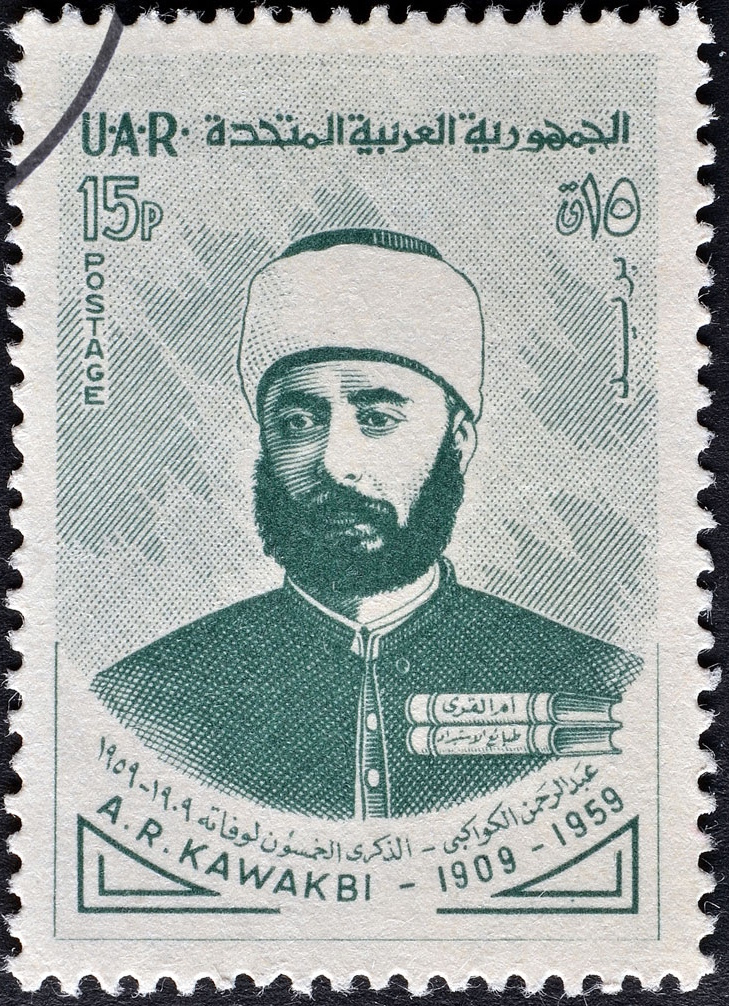
طابع بريدي صدر سنة 1960م في الجمهورية العربية المتحدة، في الذكرى الخمسين لوفاة الكواكبي، ويظهر عليه كتاب طبائع الاستبداد.

## الجوائز
- جائزة ترجمان للترجمة والتأليف ضمن جوائز معرض الشارقة الدولي للكتاب 2018.

## وصلات خارجية
- تعريف بالكتاب من قناة الجزيرة على يوتيوب